# Баранов, Иван Михайлович
Ива́н Миха́йлович Бара́нов (11 [24] ноября 1907 года — 17 января 2001 года) — советский офицер, участник Великой Отечественной войны, командир стрелковой роты 487-го стрелкового полка 143-й стрелковой дивизии 47-й армии 1-го Белорусского фронта, старший лейтенант.
Герой Советского Союза (27.02.1945), капитан запаса с 1946 года.

## Биография
Родился 11 (24) ноября 1907 год в селе Напольное в крестьянской семье. Русский. Учился в церковно-приходской школе, проявил способности и по поручению священника сам вел уроки. Окончив учёбу, работал пастухом, письмоносцем. В 1927 году был избран членом правления, а затем председателем животноводческого товарищества «Восход». С 1929 года работал в системе райпотребкооперации заведующим магазином, директором заготконторы. Член ВКП(б) с 1932 года. В 1937 году был назначен председателем правления Сараевского райпотребсоюза.
С началом Великой Отечественной войны не был мобилизован, так как ещё в 1929 году при прохождении медицинской комиссии был признан негодным к службе в армии. В октябре 1942 года, после того как получил похоронку на брата, добровольно через Сараевский райвоенкомат ушёл в армию. В апреле 1943 года окончил Ленинградское Краснознамённое военно-политическое училище им. Ф. Энгельса, эвакуированное в город Шую (Ивановская область), в 1944 году — Владимирское пехотное училище.
С мая 1944 года участвовал в боях Великой Отечественной войны на 1-м Украинском и 1-м Белорусском фронтах. В июле 1944 года, сражаясь в рядах 165-й стрелковой дивизии, был ранен, награждён медалью «За отвагу». После госпиталя был направлен в 143-ю стрелковую дивизию. Был снова ранен, но вернулся в свою часть. Особо отличился при форсировании реки Вислы.
15 января 1945 года рота старшего лейтенанта Баранова, прорвав вражескую оборону в районе деревни Стара Варшавского воеводства и преследуя отступающего противника, умелой организацией боя и использованием огневых средств, первой в дивизии подошла к реке Висле, разведала переправы и переправилась на левый берег. Заняла плацдарм, состоящий из двух траншей противника, и оседлала шоссейную дорогу Модлин — Варшава. Ведя бой с солдатами вермахта за плацдарм, рота уничтожила 5 автомашин с пехотой и грузами. Отразив ряд ожесточённых контратак превосходящих сил, рота удержала рубеж.
Указом Президиума Верховного Совета СССР от 27 февраля 1945 года за мужество, отвагу и героизм, проявленные в борьбе с немецкими захватчиками, старшему лейтенанту Баранову Ивану Михайловичу присвоено звание Героя Советского Союза с вручением ордена Ленина и медали «Золотая Звезда» (№ 6424).
После Победы отказался от направления на учёбу в академию. С 1946 года капитан Баранов — в запасе. Вернулся на родину.
Снова стал работать в потребкооперации. С ноября 1946 года был председателем Сараевского, а с апреля 1949 года — Рыбновского райпотребсоюза. Затем работал начальником ОРСа № 23 на строительстве нефтезавода, в облторге. Жил в городе Рязани. Активно занимался общественной работой, часто встречался с молодежью. Был депутатом Октябрьского райсовета.
Скончался 17 января 2001 года.

## Награды
- Медаль «Золотая Звезда» Героя Советского Союза (№ 6424)
- Орден Ленина
- Два ордена Отечественной войны I степени
- Орден Красной Звезды
- Медали, в том числе:
  - Медаль «За отвагу»
  - Медаль «За победу над Германией в Великой Отечественной войне 1941—1945 гг.»
  - Юбилейная медаль «Двадцать лет Победы в Великой Отечественной войне 1941—1945 гг.»
  - Юбилейная медаль «Тридцать лет Победы в Великой Отечественной войне 1941—1945 гг.»
  - Юбилейная медаль «Сорок лет Победы в Великой Отечественной войне 1941—1945 гг.»

## Память
Похоронен на Скорбященском кладбище города Рязани.